# Gallin
Gallin är en kommun och ort i Landkreis Ludwigslust-Parchim i förbundslandet Mecklenburg-Vorpommern i Tyskland.
Kommunen ingår i kommunalförbundet Amt Zarrentin tillsammans med kommunerna Kogel, Lüttow-Valluhn, Vellahn och Zarrentin am Schaalsee.